# Rebecca Henderson (cyclisme)
Ne pas confondre avec l'actrice canadienne Rebecca Henderson.
Rebecca Henderson, née le 27 septembre 1991 à Canberra, est une cycliste australienne spécialiste de VTT cross-country. Dans les années 2010-2020, elle est championne d'Océanie à plusieurs reprises, elle remporte plusieurs manches de Coupe du monde et termine régulièrement dans les 10 premières du classement général.

## Biographie
Elle s'est mariée en décembre 2017 avec le coureur Daniel McConnell, également spécialiste du VTT. Après s'être séparée de son mari, elle court sous son nom de jeune fille depuis la saison 2023.

## Palmarès en VTT

### Jeux olympiques
- Tokyo 2020
  - 28e du cross-country

### Championnats du monde
- Canberra 2009
  - 7e du cross-country juniors
- Lillehammer-Hafjell 2014
  - 6e du relais mixte
  - 15e du cross-country
- Mont Saint-Anne 2019
  -  Médaillée de bronze du cross-country
- Leogang 2020
  -  Médaillée de bronze du cross-country
- Val di Sole 2021
  - 6e du cross-country short track
  - 7e du cross-country
- Pal Arinsal 2024
  - 10e du cross-country

### Coupe du monde
- Coupe du monde de cross-country espoirs (1)
  - 2012 : 2e du classement général
  - 2013 : 1re du classement général, vainqueur de 2 manches

- Coupe du monde de cross-country
  - 2015 : 25e du classement général
  - 2016 : 7e du classement général
  - 2017 : 15e du classement général
  - 2018 : 45e du classement général
  - 2019 : 5e du classement général
  - 2020 : pas de classement général[2]
  - 2021 : 4e du classement général
  - 2022 : 2e du classement général, vainqueur de trois manches
  - 2023 : 12e du classement général
  - 2024 : 10e du classement général

- Coupe du monde de cross-country short track
  - 2022 : 2e du classement général, vainqueur d'une manche
  - 2023 : 6e du classement général
  - 2024 : 3e du classement général

### Jeux du Commonwealth
- Glasgow 2014
  -  Médaillée de bronze du cross-country

### Championnats d'Océanie
- 2009
  -  Championne d'Océanie de cross-country juniors
- 2010
  -  Championne d'Océanie de cross-country espoirs
- 2011
  -  Championne d'Océanie de cross-country espoirs
  -  Médaillée d'argent du short-track
- 2012
  -  Championne d'Océanie de cross-country espoirs
- 2013
  -  Championne d'Océanie de cross-country espoirs
- 2014
  -  Médaillée d'argent du cross-country
- 2015
  -  Championne d'Océanie de cross-country
- 2016
  -  Championne d'Océanie de cross-country
- 2017
  -  Médaillée de bronze du cross-country
- 2019
  -  Championne d'Océanie de cross-country
- 2020
  -  Championne d'Océanie de cross-country
- 2022
  -  Championne d'Océanie de cross-country
- 2023
  -  Championne d'Océanie de cross-country
- 2024
  -  Médaillée de bronze du cross-country

### Championnats d'Australie
- Championne d'Australie de cross-country (9) : 2014, 2015, 2016, 2017, 2018, 2019, 2020, 2021 et 2022
- Championne d'Australie de cross-country short-track : 2022